# Stabat Mater (Vivaldi)
L'Stabat Mater, RV 621, d'Antonio Vivaldi és l'obra vocal de caràcter sacre més primerenca que es coneix del compositor, compost per encàrrec per a la festa patronal de l'església de Santa Maria della Pace a Brescia el 1712.
Del poema escrit en llatí per Jacopo da Todi al segle xiii i que descriu el lament de Maria als peus de la Creu, Vivaldi va triar només les deu primeres estrofes del text, tal com es prescriu quan el text és usat com a himne a les Vespres.
La forma musical de l'obra reflecteix el caràcter estròfic del text, pautada cíclicament en seqüències de tres moviments cadascuna (1-4, 5-8, 9-10, més l'Amen).
El primer grup es compon de: 
- 1 - Stabat mater (Largo: ritornello en fa menor),
- 2 - Cuis animam (Recitatiu que arriba a ser arioso adagissimo en do menor);
- 3-4 O quam tristis ... Quae moerebat (Andante: ritornello en fa menor).

La forma conjunta d'aquests tres moviments sembla un petit concert, el primer i l'últim construïts amb sol i ritornello, i l'episodi central com un típic moviment lent, on les intenses harmonies emfatitzen el temperament afligit ja establert per l'excepcional clau de fa menor. Aquest patró musical es repeteix exactament en el segon grup, en les estrofes 5 a 8.
La progressiva animació culmina en el tercer grup on la veu del poema canvia, i el narrador s'adreça directament a Maria, demanant-li compartir el seu dolor:
- 9 - Eia mater (Largo ritornello en do menor) en una característica textura vivaldiana, sense baix continu, amb notació amb punt per als violins, acompanyats només per les violes, on el ritme es torna irregular, la veu es fa més consistent i l'acompanyament de cordes més intens, especialment en el primer moviment, expressant la flagel·lació com en una Passió Bachiana. La clau original es restaura en:
- 10 - Fac ut ardeat, una lenta siciliana de suavitat melodiosa.
- L'Amen final (andante) afegeix la dimensió contrapuntística de la sonata d'església. Aquest estil melismàtic proporciona un marc específicament sagrat a l'escena i afegeix un element d'objectivitat sense interrompre l'expressivitat de la peça. L'optimista cadència i el radiant acord major conclusiu disposen d'un remat consolador.